# Seat 600
Der Seat 600 ist ein zweitüriger Kleinwagen mit Heckmotor, den Seat 1957 auf den Markt brachte. Er entsprach genau dem zwei Jahre zuvor auf den Markt gebrachten Fiat 600 und hatte einen 4-Zylinder-Reihenmotor mit 633 cm³ Hubraum und einer Leistung von 16 kW / 21,5 PS. Seine Höchstgeschwindigkeit betrug 95 km/h. Ab 1959 wurde ein stärkerer Motor (21 kW / 28,5 PS) eingebaut, der das Fahrzeug bis auf 100 km/h beschleunigen konnte. Als spanische Besonderheit gab es den Seat 600 Furgoneta Comercial, dessen hintere Seitenfenster verblecht waren. Anstatt der Rücksitze besaß er einen Blechkasten zum Gütertransport.
1963 – wiederum zwei Jahre nach dem italienischen Vorbild – wurde der Seat 600 D eingeführt. Sein Motor war größer (767 cm³) und wieder etwas stärker (23,5 kW / 32 PS). Neben der zweitürigen Limousine gab es eine Cabriolimousine Seat 600 D Descapotable und – als spanische Spezialität – eine viertürige Limousine mit verlängertem Radstand (Seat 600 Sedan). Dieses Fahrzeug war besonders als Taxi, aber auch bei jungen Familien beliebt. Ab 1964 hieß es – entsprechend dem tatsächlichen Hubraum – Seat 800. Nach dessen Einstellung wurde die Tradition der kleinen Viertürer mit dem Seat 850 und dem Seat 127 fortgesetzt.
Als die Produktion des Fiat 600 bereits eingestellt war, brachte Seat 1970 den Seat 600 E heraus. Er hatte im Unterschied zum Vorgängermodell vorne angeschlagene Türen. 1973 wurde die Produktion des Seat 600 endgültig aufgegeben.

## Produktionszahlen Seat 600
Gesamtproduktion Fahrzeuge.
| Jahr     | 1957  | 1958   | 1959   | 1960   | 1961   | 1962   | 1963   | 1964   | 1965   |
| -------- | ----- | ------ | ------ | ------ | ------ | ------ | ------ | ------ | ------ |
| Seat 600 | 2.586 | 12.009 | 22.795 | 23.416 | 23.186 | 28.426 | 36.302 | 61.091 | 66.478 |

| Jahr     | 1966   | 1967   | 1968   | 1969   | 1970   | 1971   | 1972   | 1973   | Summe   |
| -------- | ------ | ------ | ------ | ------ | ------ | ------ | ------ | ------ | ------- |
| Seat 600 | 66.431 | 67.308 | 71.608 | 63.808 | 79.123 | 53.720 | 69.755 | 35.703 | 783.745 |

## Galeriebilder

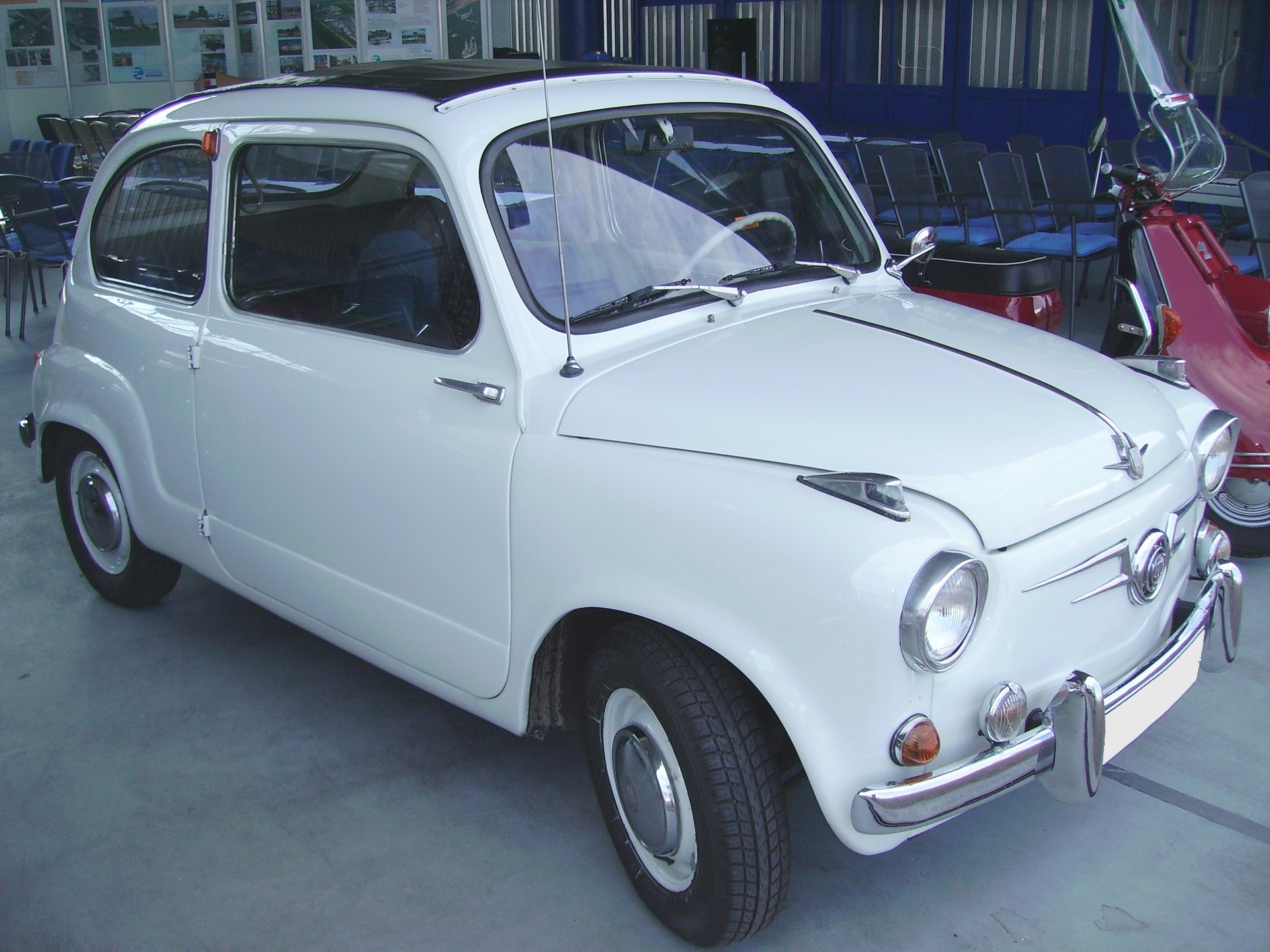
Seat 600 N Descapotable
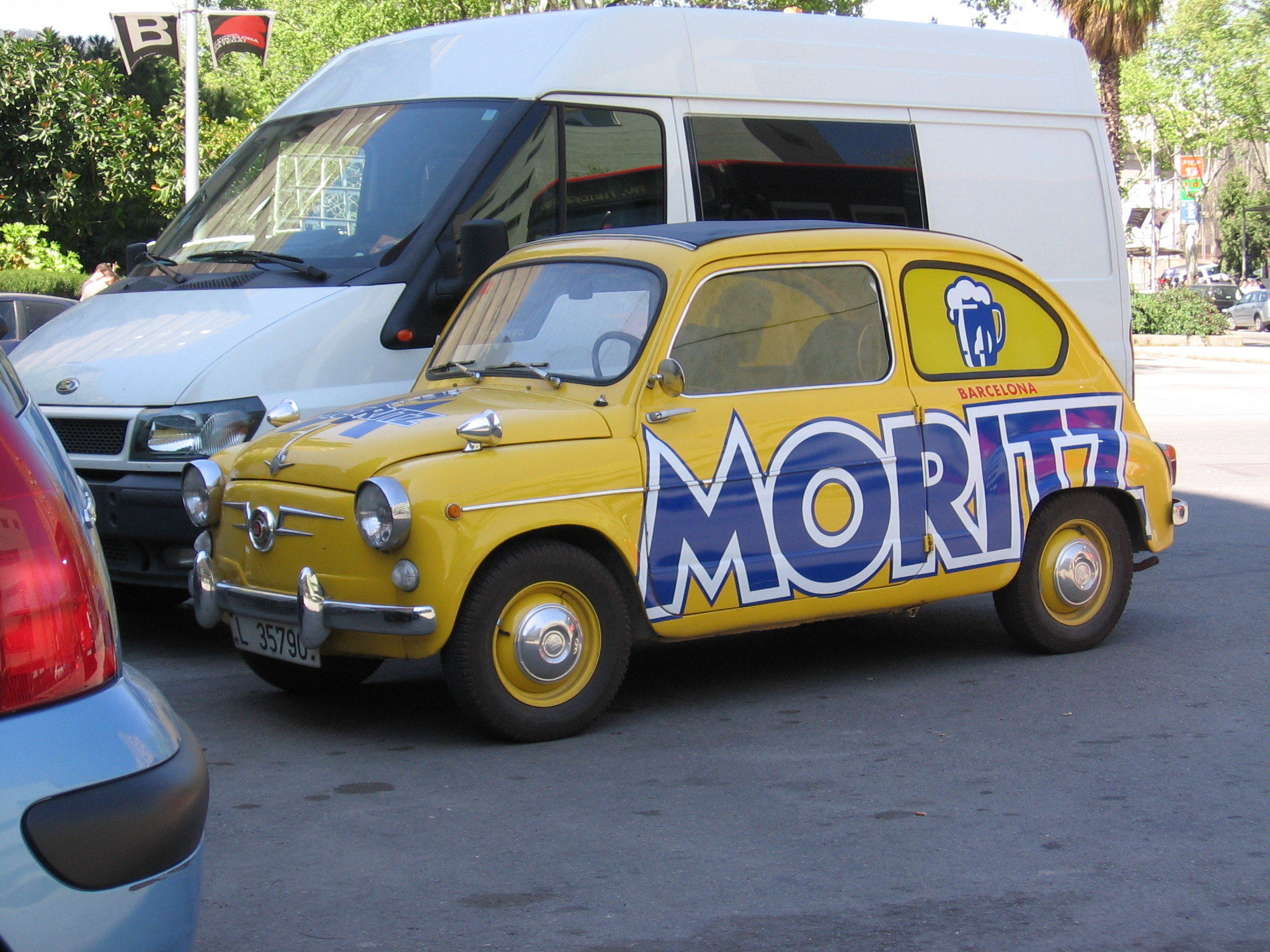
Seat 600 Furgoneta Comercial
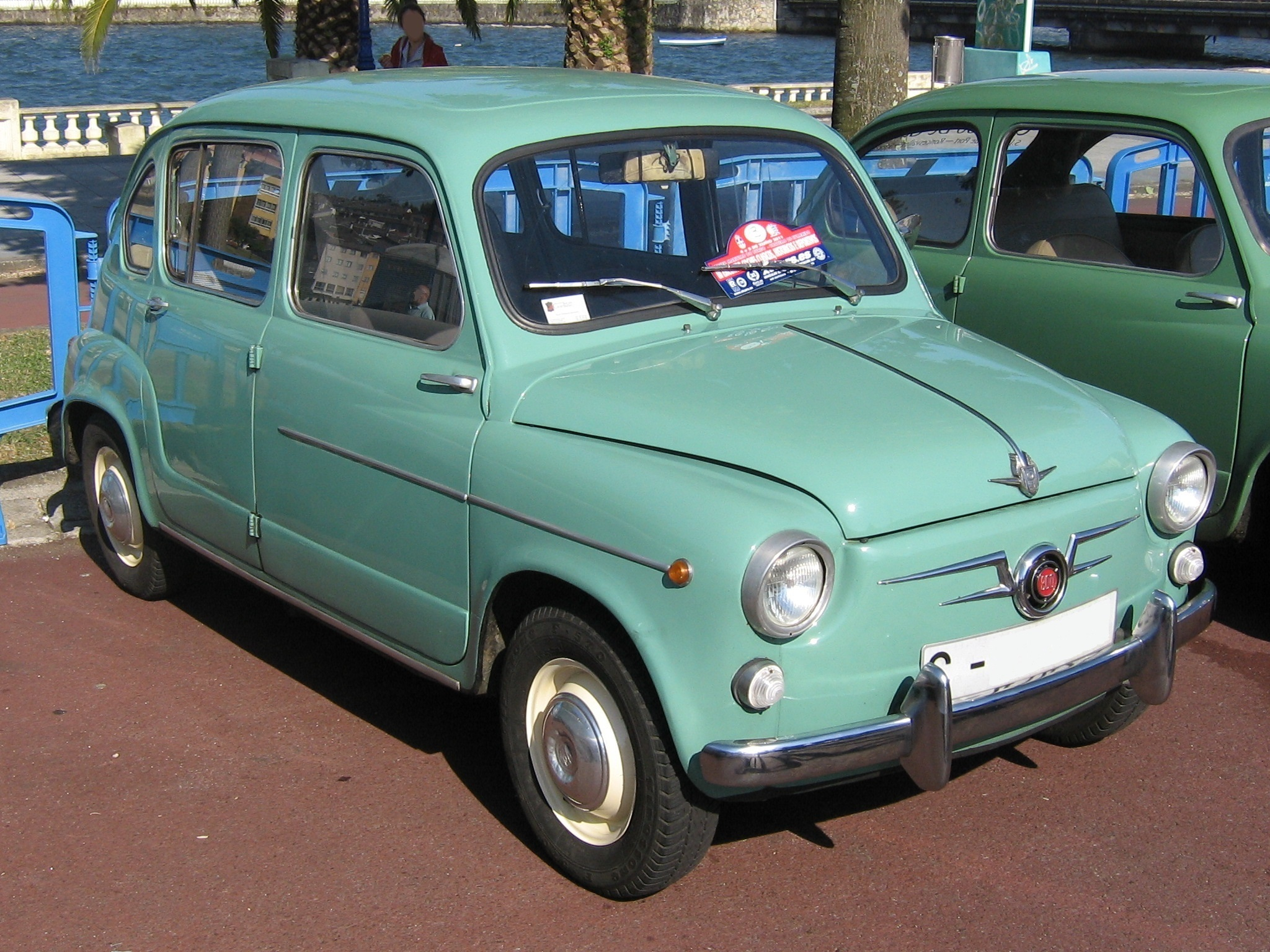
Seat 800
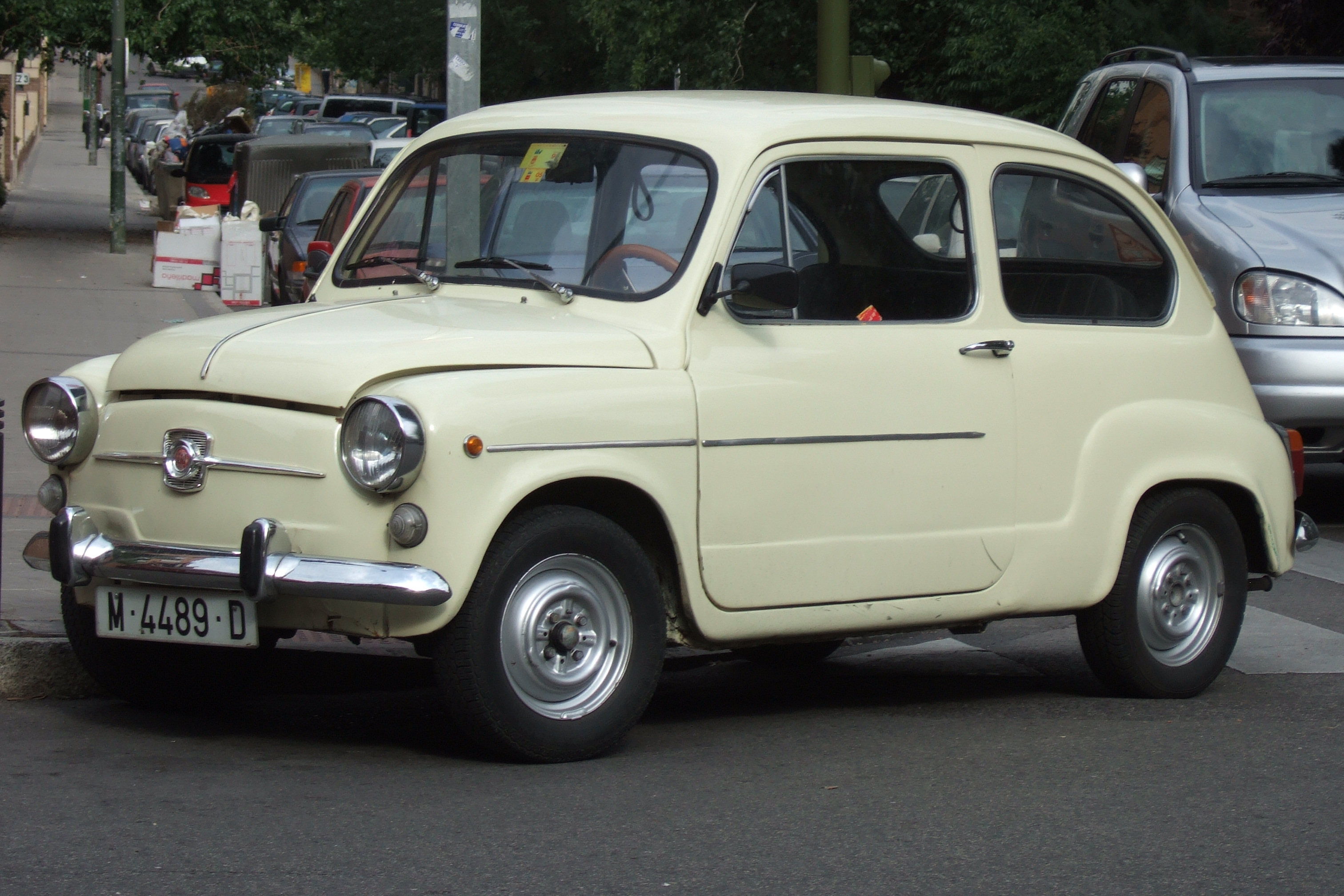
Seat 600 E